# Eulemur flavifrons
Eulemur flavifrons (лат.) — вид млекопитающих из семейства лемуровых.

## Классификация
Eulemur flavifrons является одним из наименее изученных видов лемуров. Отличительной особенностью является голубой цвет глаз. До 2008 года рассматривался как подвид чёрного лемура Eulemur macaco, после чего получил статус отдельного вида.

## Описание
Лемур длиной от 39 до 45 см, длина хвоста составляет от 51 до 65 см, вес  от 1,8 до 2 кг. У животных выражен половой диморфизм, самец и самка окрашены по-разному. Шерсть самцов полностью черная, в то время как у самок шерсть может быть от рыже-коричневого до серого. От вида Eulemur macaco отличается голубым цветом глаз, которым может варьироваться от серо-голубого, до насыщенного голубого.

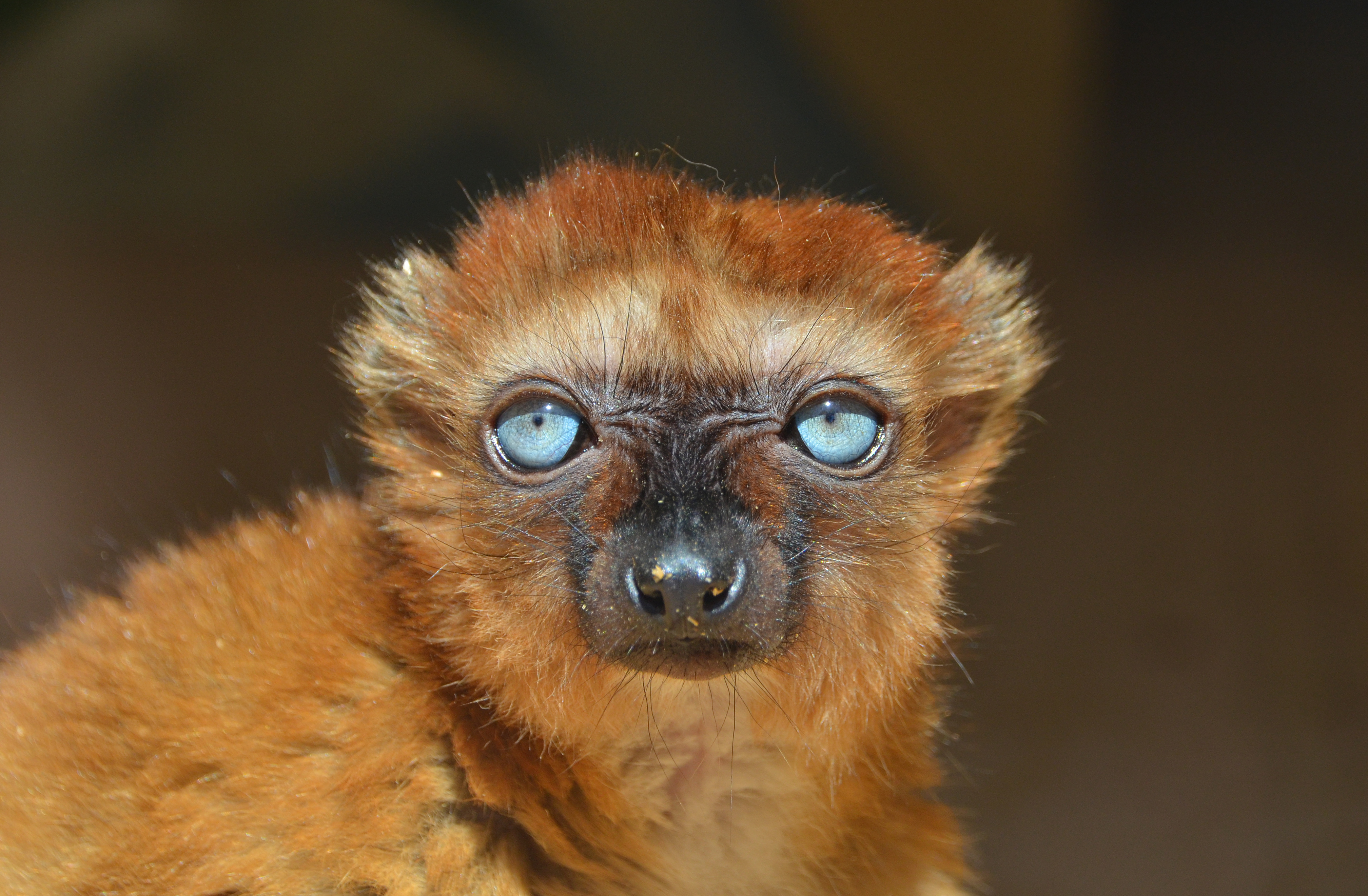
Самка Eulemur flavifrons

## Питание
Eulemur flavifrons питается преимущественно плодами, наряду с этим он питается также цветками, листьями, грибами и насекомыми. Питание меняется в зависимости от сезона.

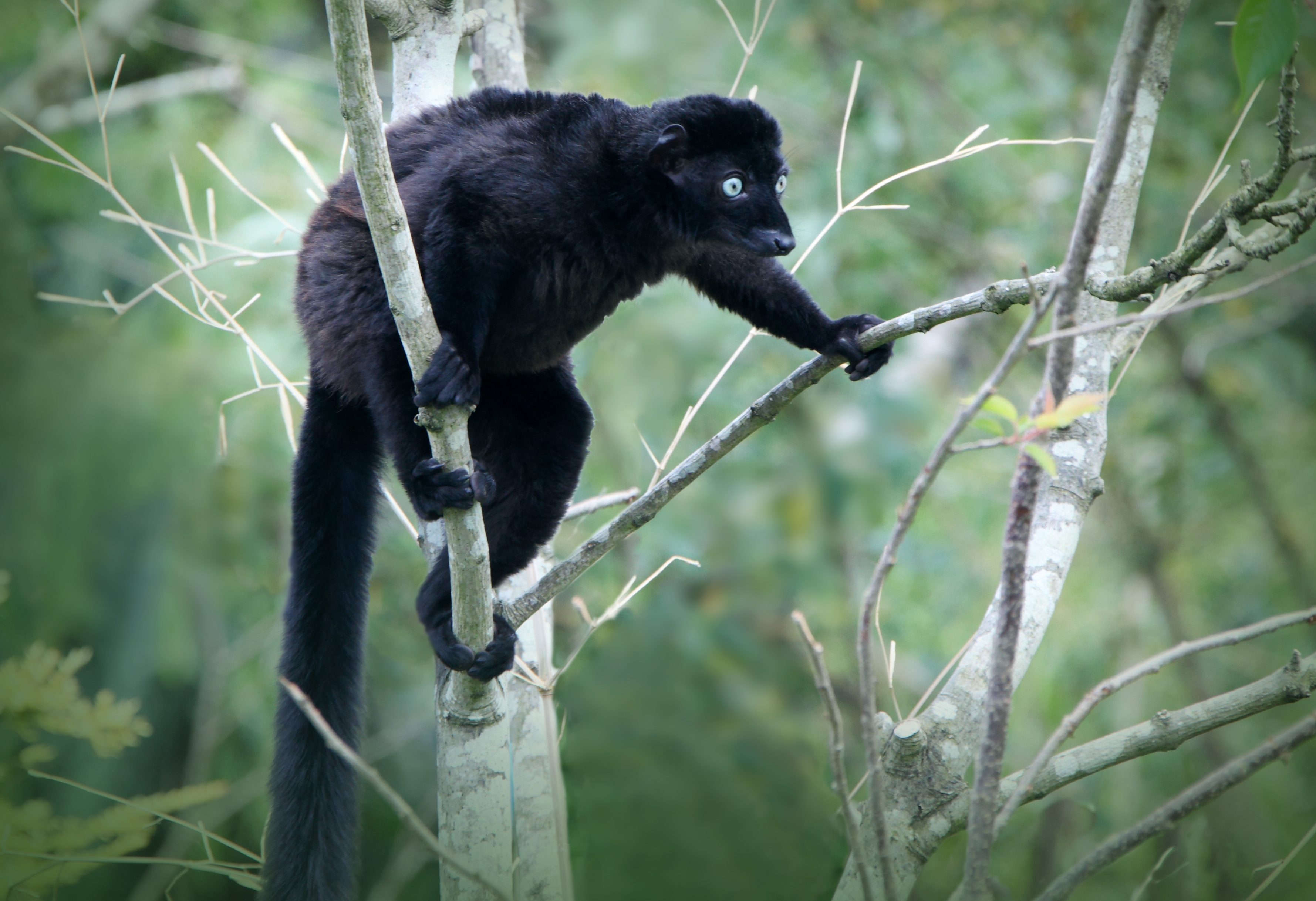
Самец Eulemur flavifrons

## Социальное поведение
Лемуры живут в группах от 6 до 10 особей, большую часть группы составляют взрослые особи. Группой управляет доминантная самка. Важную роль в общении играют запахи. Приматы оставляют свой след на ветках и предметах путём втирания пахучих секретов их аногенитальных желез. Самцы также используют железы, расположенные на кистях и запястьях, а также они могут тереться о заинтересовавший их предмет головой.

## Размножение
Во время сезона размножения приматы испытывают физиологические изменения. У самок начинается эстральный цикл, а у самцов увеличиваются семенники, что сопровождается агрессивным поведением по отношению к другим самцам. Спаривание происходит в апреле или в мае. Беременность длится около 4 месяцев, после чего самка рожает потомство в конце сухого сезона, приблизительно с августа по октябрь. Независимо от пола детёныш рождается с коричневой шерстью и лишь спустя один-два месяца шерсть молодых самцов начинает темнеть, пока не станет полностью чёрной. Молоком матери они питаются до 5-6 месяцев, а независимыми становятся только к 11 месяцам.